# Variations sur un thème original pour le piano à deux mains
Variations sur un thème original pour le piano à deux mains is een compositie van Eyvind Alnæs. Het is een werk in de categorie thema en variaties. In dit geval tien variaties. Het werk is opgedragen aan de pianiste Erika Nissen, destijds een begrip in Noorwegen. Of zij het werk ooit heeft uitgevoerd is onbekend.
Thema in andante, quasi allegro – poco piu mosso – allegro moderato – agitato – tranquillo – strepitioso – alla marcia, ma molto modeato - pomposo 